# Amadeus Flugdienst
Amadeus Flugdienst war eine deutsche Fluggesellschaft mit Sitz auf dem Flughafen Frankfurt-Hahn.